# پرایوریتی رکوردز
پرایوریتی رکوردز (انگلیسی: Priority Records) یک شرکت توزیع و ناشر موسیقی آمریکایی مستقر در لس آنجلس، کالیفرنیا است که در سال ۱۹۸۵ ایجاد گردید.